# Lincoln County (Montana)
Lincoln County is een county in de Amerikaanse staat Montana.
De county heeft een landoppervlakte van 9.357 km² en telt 18.837 inwoners (volkstelling 2000). De hoofdplaats is Libby.